# Sext Plàcit
Sext Plàcit (en llatí Sextus Placitus) va ser un escriptor i probablement també metge romà. Es creu que va viure al segle iv, encara que no se'n sap res de la seva vida i les dates precises es desconeixen.
Va ser l'autor d'una obra curta en llatí titulada De Medicina (o Medicamentis) ex Animalibus que consta de trenta-quatre capítols, cadascun dels quals parla d'un animal que tindria certes propietats curatives. Com és de suposar, el llibre està ple de supersticions i absurditats. Es diu que havia tret molta de la informació que donava de la Naturalis Historia de Plini, i que els seus escrits van ser copiats pel monjo Constantí Africà.